# Marco Bellocchio
Pour les articles homonymes, voir Bellocchio.
Marco Bellocchio est un réalisateur, scénariste et producteur italien, né le 9 novembre 1939 à Bobbio (Italie).

## Biographie

### Jeunesse
Marco Bellocchio fait ses études à l’académie d’art dramatique de Milan et au Centro sperimentale di cinematografia de Rome.

### Carrière
Les critiques cinématographiques le remarquent à la sortie de son premier film, précurseur des mouvements sociaux de Mai 1968, Les Poings dans les poches (I pugni in tasca, 1965). S'écartant du cinéma néoréaliste, il s'attaque aux symboles conformistes italiens et esquisse une œuvre politiquement engagée. Les Poings dans les poches met en avant la révolte de la jeunesse. Il continue dans cette direction et dénonce le rôle de la religion dans Au nom du père (Nel nome del padre, 1971) et La Marche triomphale (Marcia trionfale, 1976). Grâce au Saut dans le vide (Salto nel vuoto, 1980), les acteurs français Michel Piccoli et Anouk Aimée gagnent respectivement, au 33e festival de Cannes, les prix du meilleur acteur et de la meilleure actrice.

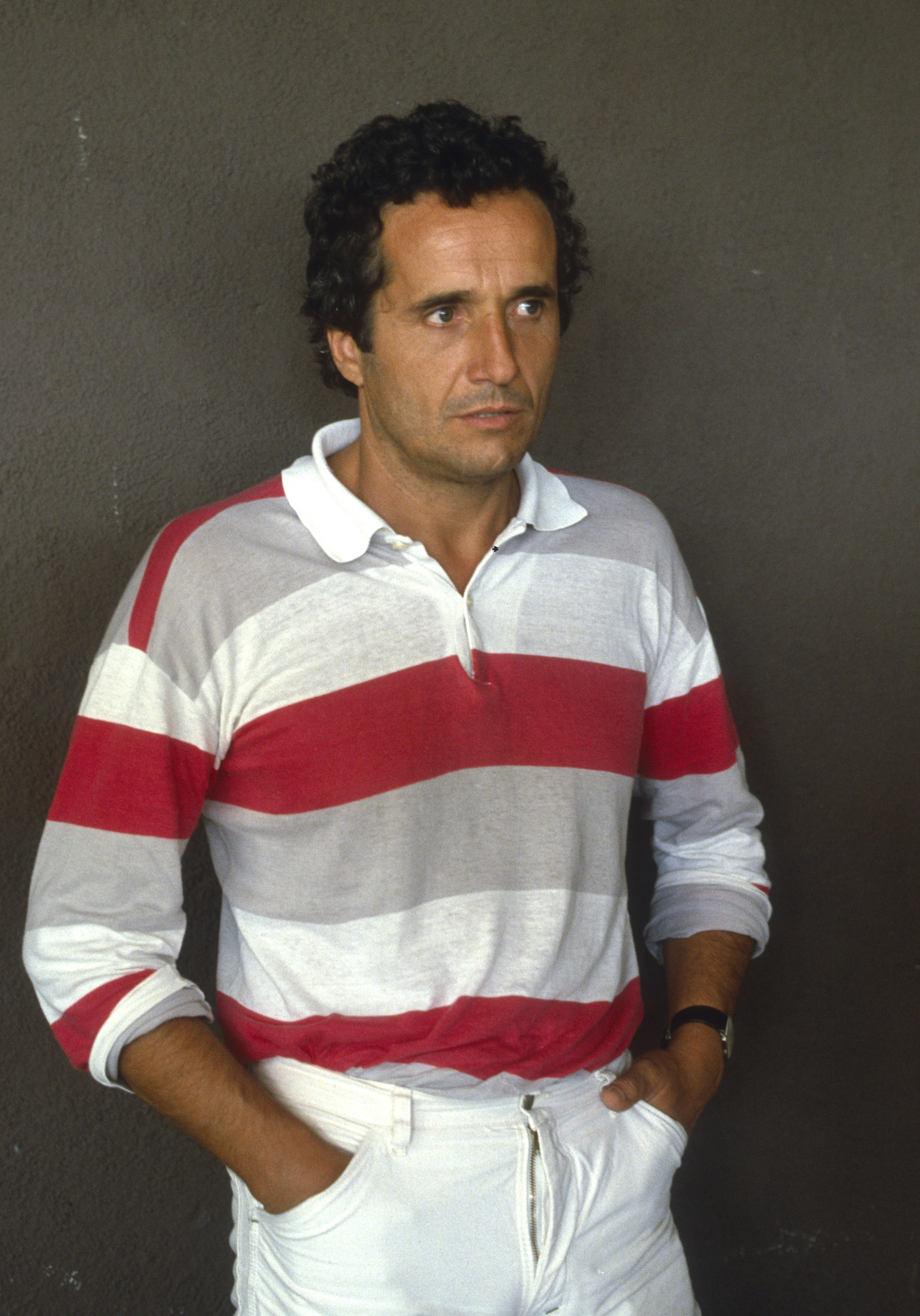
Marco Bellocchio lors de la Mostra de Venise 1982.

Après cette période, il change de registre et se tourne vers la réalisation de films plus subversifs. La projection du Diable au corps (Il diavolo in corpo, 1986), qui présente des scènes de sexe explicites, provoque un scandale à Cannes. Son adaptation littérale d’une œuvre de Luigi Pirandello, La Nourrice (La balia, 1999), déroute. Son film Le Sourire de ma mère (L'ora di religione: il sorriso di mia madre, 2002) gêne le Vatican. Il est aussi le premier à avoir mis en scène l’assassinat d’Aldo Moro dans le film Buongiorno, notte (2003), unanimement salué lors de sa projection à la Mostra de Venise. Vincere, qui revient sur la vie d'Ida Dalser et de l'ascension au pouvoir de Benito Mussolini, fait partie de la sélection officielle du Festival de Cannes 2009.
Il annonce ensuite son intention de faire un film inspiré de l'histoire d'Eluana Englaro. En dépit des difficultés de production et de nombreux conflits avec la commission du film de la région Frioul-Vénétie Julienne, le tournage débute en janvier 2012 à Cividale.
Le film La Belle Endormie est présenté en compétition lors de la Mostra de Venise 2012. Il traite du thème de l'euthanasie et de la difficulté d'avoir une loi sur la fin de vie dans un pays, l'Italie, où l'influence de l'Église catholique est majeure. L'œuvre se conçoit également comme une parabole de l'Italie du XXIe siècle et de ses multiples difficultés. À la suite de la décision du jury de Venise de ne donner aucune récompense majeure au film et de ne le mentionner qu'à travers son jeune comédien Fabrizio Falco, Bellocchio exprime de vives critiques envers le président Michael Mann et ses jurés qu'il accuse de ne pas connaître suffisamment ni de comprendre le cinéma italien dont les productions seraient systématiquement pénalisés dans les festivals internationaux.

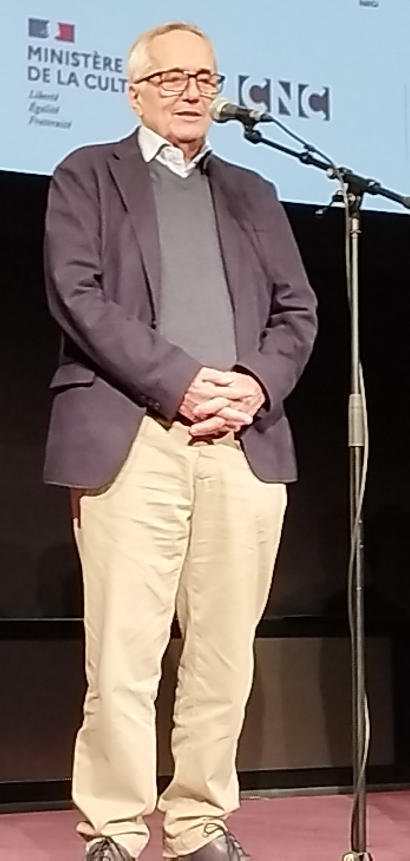
Marco Bellocchio à la Cinémathèque française le 3 décembre 2022.

Dans les années 1960, il a été militant d'extrême gauche et a fait un temps partie de l'Union des communistes italiens (marxistes-léninistes), un groupe maoïste.
En 2006, le festival international du film Entrevues à Belfort lui consacre une rétrospective.
Une rétrospective lui est consacrée à la Cinémathèque française du 7 décembre 2016 au 9 janvier 2017.
En 2019, son film Le Traître (Il traditore) est encensé par la critique, représente l'Italie aux Oscars 2020, reçoit une quinzaine de récompenses et est nommé pour le César 2020 du meilleur film étranger
.
Lors du Festival de Cannes 2021, il reçoit une Palme d'honneur.
L'Enlèvement (Rapito) sort en France le 1er novembre 2023. Pour Libération, le film est une « fresque ample et opulente ».

### Famille
Marco Bellocchio est le frère cadet de Piergiorgio Bellocchio, écrivain et critique littéraire. Le fils de Marco Bellocchio, Pier Giorgio Bellocchio, né en 1974, est acteur.

## Filmographie

### Cinéma

#### Courts et moyens métrages
- 1961 : Abbasso il zio
- 1961 : La colpa e la pena
- 1962 : Ginepro fatto uomo
- 1969 : La Contestation (Amore e rabbia) - segment Discutiamo, discutiamo
- 1995 : Sogni infranti (documentaire)
- 1997 : Elena
- 1999 : Nina
- 2000 : L'affresco
- 2000 : Un filo di passione
- 2001 : Il maestro di coro
- 2002 : Oggi è una bella giornata
- 2016 : Pagliacci
- 2017 : Per una rosa
- 2018 : La lotta

#### Longs métrages
- 1965 : Les Poings dans les poches (I pugni in tasca)
- 1967 : La Chine est proche (La Cina è vicina)
- 1972 : Au nom du père (Nel nome del padre)
- 1972 : Viol en première page (Sbatti il mostro in prima pagina)
- 1975 : Fous à délier (Matti da slegare) (documentaire)
- 1976 : La Marche triomphale (Marcia trionfale)
- 1980 : Vacanze in Val Trebbia
- 1980 : Le Saut dans le vide (Salto nel vuoto)
- 1982 : Les Yeux, la Bouche (Gli occhi, la bocca)
- 1984 : Henri IV, le roi fou (Enrico IV)
- 1986 : Le Diable au corps (Diavolo in corpo)
- 1988 : La Sorcière (La visione del sabba)
- 1991 : Autour du désir (La condanna)
- 1994 : Le Rêve du papillon (Il sogno della farfalla)
- 1997 : Le Prince de Hombourg (Il principe di Homburg)
- 1999 : La Nourrice (La balia)
- 2002 : Le Sourire de ma mère (L'ora di religione)
- 2003 : Buongiorno, notte
- 2006 : Le Metteur en scène de mariages (Il regista di matrimoni)
- 2006 : Sorelle
- 2009 : Vincere
- 2010 : Sorelle Mai
- 2012 : La Belle Endormie (Bella addormentata)
- 2015 : Sangue del mio sangue
- 2016 : Fais de beaux rêves (Fai bei sogni)
- 2019 : Le Traître (Il traditore)
- 2021 : Marx peut attendre (Marx può aspettare)
- 2023 : L'Enlèvement (Rapito)

### Télévision
- 1977 : La Mouette (Il gabbiano)
- 1979 : La macchina cinema
- 1992 : L'uomo dal fiore in bocca
- 1998 : La religione della storia (1 épisode)
- 2002 : …Addio del passato…
- 2022 : Esterno notte (mini-série)

## Théâtre
Mise en scène
- 1969 : Timon d'Athènes de William Shakespeare, Piccolo Teatro di Milano

## Distinctions
- Festival de Locarno 1965 : Voile d'argent du premier film pour Les Poings dans les poches
- Mostra de Venise 1965 : Prix de la ville d'Imola pour Les Poings dans les poches
- Mostra de Venise 1967 : Prix spécial du jury et Prix FIPRESCI pour La Chine est proche
- Berlinale 1975 : Mention du Prix FIPRESCI pour Fous à délier
- Festival de Locarno 1976 : Léopard de bronze pour sa carrière
- Berlinale 1979 : Prix FIPRESCI pour La macchina cinema
- David di Donatello 1980 : meilleure réalisation pour Le Saut dans le vide
- Berlinale 1991 : Ours d'argent pour Autour du désir
- Festival de Cannes 2002 : Mention spéciale du Prix du jury œcuménique pour Le Sourire de ma mère
- Mostra de Venise 2003 : Petit Lion d'or, Osella d'or du meilleur scénario, Prix CinemAvvenire pour Buongiorno, notte
- Mostra de Venise 2006 : Prix Pietro-Bianchi
- Festival de Chicago 2009 : Hugo d'argent de la mise en scène pour Vincere
- David di Donatello 2010 : meilleure réalisation pour Vincere
- Mostra de Venise 2011 : Lion d'Or pour sa carrière
- Mostra de Venise 2012 : Prix Brian pour La Belle endormie
- David di Donatello 2014 : David spécial pour sa carrière
- Festival de Locarno 2015 : Léopard d'honneur
- Mostra de Venise 2015 : Prix FIPRESCI pour Sangue del mio sangue
- David di Donatello 2020 : meilleur film, meilleure réalisation, du meilleur scénario original pour Le Traître
- Festival de Cannes 2021 : Palme d'honneur
- David di Donatello 2023 : meilleure réalisation pour Esterno notte
- David di Donatello 2024 : meilleur scénario adapté pour L'Enlèvement
- 2024 : Prix Européen de la SACD